# Pavliucikî (Velîki Vilmî), Sumî
Pavliucikî (în ucraineană Павлючки) este un sat în comuna Velîki Vilmî din raionul Sumî, regiunea Sumî, Ucraina.

## Demografie
Componența lingvistică a localității Pavliucikî
     Ucraineană (90%)
     Rusă (10%)
Conform recensământului din 2001, majoritatea populației localității Pavliucikî era vorbitoare de ucraineană (90%), existând în minoritate și vorbitori de rusă (10%).